# Luciano Rodriguez
Luciano Rodríguez Rosales (nascido em 16 de julho de 2003) é um futebolista profissional uruguaio que atua como atacante, atualmente joga no Bahia e na seleção uruguaia.

## Carreira no clube
Luciano Rodríguez é formado na academia de juniores do Progreso. Ele estreou profissionalmente pelo em 17 de janeiro de 2021 em um empate sem gols contra o Montevideo City Torque.
Em 27 de dezembro de 2022, o Liverpool Montevideo anunciou a contratação de Rodríguez. Em 2023, ele fez parte do elenco que conquistou a Primeira Divisão Uruguaia pela primeira vez.
Em 26 de julho de 2024, Rodríguez foi contratado pelo Bahia em um contrato de cinco anos, tornando-se a contratação mais cara da história do clube.

## Carreira internacional
Rodríguez representou o Uruguai em vários níveis de base. Em janeiro de 2023, foi convocado para a seleção do Uruguai para o Campeonato Sul-Americano Sub-20 de 2023. Ele também fez parte do elenco que venceu a Copa do Mundo Sub-20 de 2023, inclusive marcando o gol da vitória na partida final contra a seleção da Itália.
Em junho de 2023, Rodríguez recebeu sua primeira convocação para a seleção principal para amistosos contra Nicarágua e Cuba. Em janeiro de 2024, foi convocado para a seleção do Uruguai para o Torneio Pré-Olímpico da CONMEBOL de 2024. Ele fez sua estreia pela seleção uruguaia em 23 de março de 2024, em um empate por 1 a 1 contra a seleção do País Basco.

## Vida pessoal
Luciano tem um irmão gêmeo, Emiliano Rodríguez, que também é jogador de futebol profissional.

## Títulos
Liverpool
- Primera División Uruguaia: 2023[12]

Bahia
- Campeonato Baiano: 2025[13]

Uruguai Sub-20
- Copa do Mundo FIFA Sub-20: 2023[6][7]
- Vice -campeão Sul-Americano Sub-20: 2023[14]

Individual
- Jogador Jovem do Ano da Primera División Uruguaia: 2023[15]
- Seleção da Primera División do Uruguai: 2023[15]

Referências
1. ↑  «Debutantes de la 1a fecha del Torneo Clausura 2020» (em espanhol). 19 de janeiro de 2021. Consultado em 27 de outubro de 2021
2. ↑  «Liverpool ficho a lucho rodriguez joya de la seleccion sub-20 y de Progreso». REFERI (em espanhol). elobservador.com.uy. 27 de dezembro de 2022. Consultado em 28 de dezembro de 2022
3. ↑  «Bahía's €11 million splurge: Luciano Rodríguez leads historic investment». 1 de agosto de 2024. Consultado em 28 de agosto de 2024
4. ↑  «Las selecciones juveniles continúan trabajando de lunes a miércoles.» (em espanhol). 11 de outubro de 2021. Consultado em 27 de outubro de 2021
5. ↑  «Uruguay continúa preparándose para su debut en el CONMEBOL SUB-20» (em espanhol). 3 de janeiro de 2023. Consultado em 4 de fevereiro de 2023
6. 1 2  «Uruguay es Campeón del Mundo». Uruguayan Football Association. 11 de junho de 2023. Consultado em 12 de junho de 2023
7. 1 2  Lopesino, Juan (12 de junho de 2023). «Luciano Rodríguez vale un Mundial». Diario AS (em espanhol). Consultado em 12 de junho de 2023
8. ↑  «Los sub-20 convocados se incorporan a los entrenamientos este miércoles» (em espanhol). 13 de junho de 2023. Consultado em 28 de dezembro de 2023
9. ↑  «Lista final para el CONMEBOL Preolímpico 2024» (em espanhol). 5 de janeiro de 2024. Consultado em 6 de janeiro de 2024
10. ↑  «Cómo le fue a los debutantes de Uruguay contra País Vasco» (em espanhol). 23 de março de 2024. Consultado em 26 de março de 2024
11. ↑  «Emiliano y Luciano Rodríguez, los mellizos de la Sub 20 de Uruguay en el Sudamericano de Colombia» (em espanhol). 19 de janeiro de 2023. Consultado em 4 de fevereiro de 2023
12. ↑  «Liverpool derrotó 1-0 a Peñarol y se consagró campeón del Uruguayo en el Campeón del Siglo». 16 de dezembro de 2023. Consultado em 20 de dezembro de 2023
13. ↑  «Vitória 1 x 1 Bahia | Campeonato Baiano: melhores momentos». ge. Consultado em 23 de março de 2025
14. ↑  «Uruguay vicecampeón del CONMEBOL SUB20». 12 de fevereiro de 2023. Consultado em 12 de junho de 2023
15. 1 2  «Campeonato Uruguayo: Federico Pereira fue elegido como el mejor jugador del 2023». 1 de fevereiro de 2023. Consultado em 3 de fevereiro de 2023